# Kufa
Kufa (en árabe: الكوفة Al-Kūfa)  es una ciudad de Irak situada a unos 170 km al sur de Bagdad y a 10 km al noroeste de Náyaf. Tenía 110.000 habitantes en 2003. Es, junto a Karbala y Náyaf una de las tres grandes ciudades chiíes de Irak.
La Kufa actual se fundó en el siglo VII como un amsar o nuevo centro urbano para ser un polo de inmigración árabe y capital del sur de Mesopotamia. El núcleo de población anterior era una ciudad sasánida, que se amplió con barrios árabes hacia el 638. En esas mismas fechas se hacía algo similar en la ciudad de Basora. El material empleado en su construcción fue el ladrillo cocido. Se empezó por levantar una mezquita en lo que iba a ser el centro de la nueva ciudad, a 1,5 km del Éufrates. Se construyó también un depósito de agua que pudiera contener reservas para 20.000 habitantes. La población árabe inmigrada llegó principalmente de la región de La Meca y de las regiones de Hadramaut y Yemen, en el sur de la Península de Arabia. La mayoría de estos árabes eran musulmanes, aunque algunos pertenecían a otras confesiones, como la cristiana (principalmente difisita) y la judía.
Cuando Ali ibn Abi Talib (también conocido como Koufax [o Kufax]), yerno de Mahoma, es elegido califa tras la muerte del califa Uthman en el año 655, y tras las primeras disidencias mostradas por algunos sectores de la comunidad islámica, los habitantes de Kufa tomarán en su mayoría partido por Alí. Más tarde Alí instala su cuartel general en la ciudad, y desde allí prepara la batalla contra Muawiya, gobernador de Siria, que no le reconoce como jefe de la comunidad musulmana, habiéndose levantado en armas contra el calífa legítimo. Alí seguirá teniendo su feudo en la ciudad de Kufa hasta su muerte, convirtiéndose la ciudad en refugio y base de sus partidarios, en adelante conocidos como chiíes, y de una escisión de los musulmanes llamada jariyíes. Uno de estos jariyíes asesinará a Alí en Kufa en el 661. La ciudad seguirá siendo un feudo chií con el hijo y sucesor de Alí, Husayn.
Kufa fue escenario de varios movimientos contestatarios aparte del cisma chií. En el año 685 se produce la revuelta jariyí de Al-Mujtar. En el 750 la ciudad es origen de la revolución abbasí que expulsó a los omeyas. El califa abbasí Al-Mansur construyó la fortaleza y un foso que rodeaba la ciudad. Sin embargo, finalmente los abbasíes establecieron su capital en la recién fundada Bagdad. A mediados del siglo VIII vivió aquí el compilador e historiador Sayf ibn Umar, quien escribió un relato de la fundación de la ciudad. Hacia 877 Kufa y su región eran también objeto de la actividad de Hamdan Qarmat, fundador del movimiento cármata. En 917 los cármatas, instalados en Baréin y dirigidos por su hijo Abu Táhir, saquearon Kufa y Basora.
Además de teatro de algunas de las convulsiones políticas más importantes de la época, Kufa fue sede de una de las más importantes escuelas filológicas que se han desarrollado en relación con la lengua árabe. La escuela rival era la de Basora. En Kufa también alcanzó su perfección normal un estilo caligráfico preislámico que en honor de la ciudad sería conocido en adelante como cúfico (kūfī).
A principios del siglo X la dinastía de los buyíes construyeron cerca de Kufa la nueva ciudad de Náyaf —donde está enterrado Ali ibn Abi Tálib—, con lo que el esplendor de Kufa declinó. Su gran mezquita, que aún existía en el siglo XII, es hoy un yacimiento arqueológico.